# António Soares Carneiro
António da Silva Osório Soares Carneiro (Cabinda, Angola, 25 de enero de 1928 - Lisboa, 28 de enero de 2014) fue un general y político portugués.

## Biografía
Soares Carneiro fue un general del Ejército Portugués que ejercía las funciones de secretario general del Gobierno de Angola cuando se produjo la Revolución de los Claveles. El alto comisionado y gobernador de Angola era, en ese momento, Fernando Augusto Santos e Castro. Después de la dimisión de Santos e Castro, Soares Carneiro ejerció, temporalmente, funciones gubernativas en Angola, entre el 26 de abril y el 25 de junio de 1974, bajo el gobernador colonial Joaquim Franco Pinheiro.
Fue candidato a la presidencia en las elecciones presidenciales de 1980, con el apoyo de la Alianza Democrática. 
Perdió la elección frente al general Ramalho Eanes, que contó con el apoyo de los votantes de los partidos de centro-izquierda. En estas elecciones Soares Carneiro obtuvo el 40,23% de los votos. Más tarde, fue jefe del Estado Mayor General de las Fuerzas Armadas de Portugal durante los gobiernos de Cavaco Silva, desde el 29 de marzo de 1989 hasta el 25 de enero de 1994.
Murió el 28 de enero de 2014, en el Hospital de las Fuerzas Armadas en Lisboa.

## Condecoraciones

### Condecoraciones nacionales
- Oficial de la Orden de Avis de Portugal (24 de septiembre de 1962)
- Comendador de la Orden del Imperio de Portugal (13 de julio de 1973)
- Gran Cruz de la Orden Militar de la Torre y Espada, del Valor, Lealtad y Mérito de Portugal (1 de julio de 1994)

### Condecoraciones extranjeras
- Gran Cruz de la Orden de la Cruz del Sur de Brasil (22 de agosto de 1991)
- Gran Oficial de la Orden Nacional de Mérito de Brasil
- Grande Oficial de la Orden Nacional del Mérito de Francia (31 de enero de 1994)
- Gran Cruz de la Orden del Mérito de la Seguridad Social de la Corea del Sur (31 de enero de 1994)

Fuentes: